# Gymnopleurus naviauxi
Gymnopleurus naviauxi är en skalbaggsart som beskrevs av Olivier Montreuil 2009. Gymnopleurus naviauxi ingår i släktet Gymnopleurus och familjen bladhorningar. Inga underarter finns listade i Catalogue of Life.